# Заміхів (Україна)

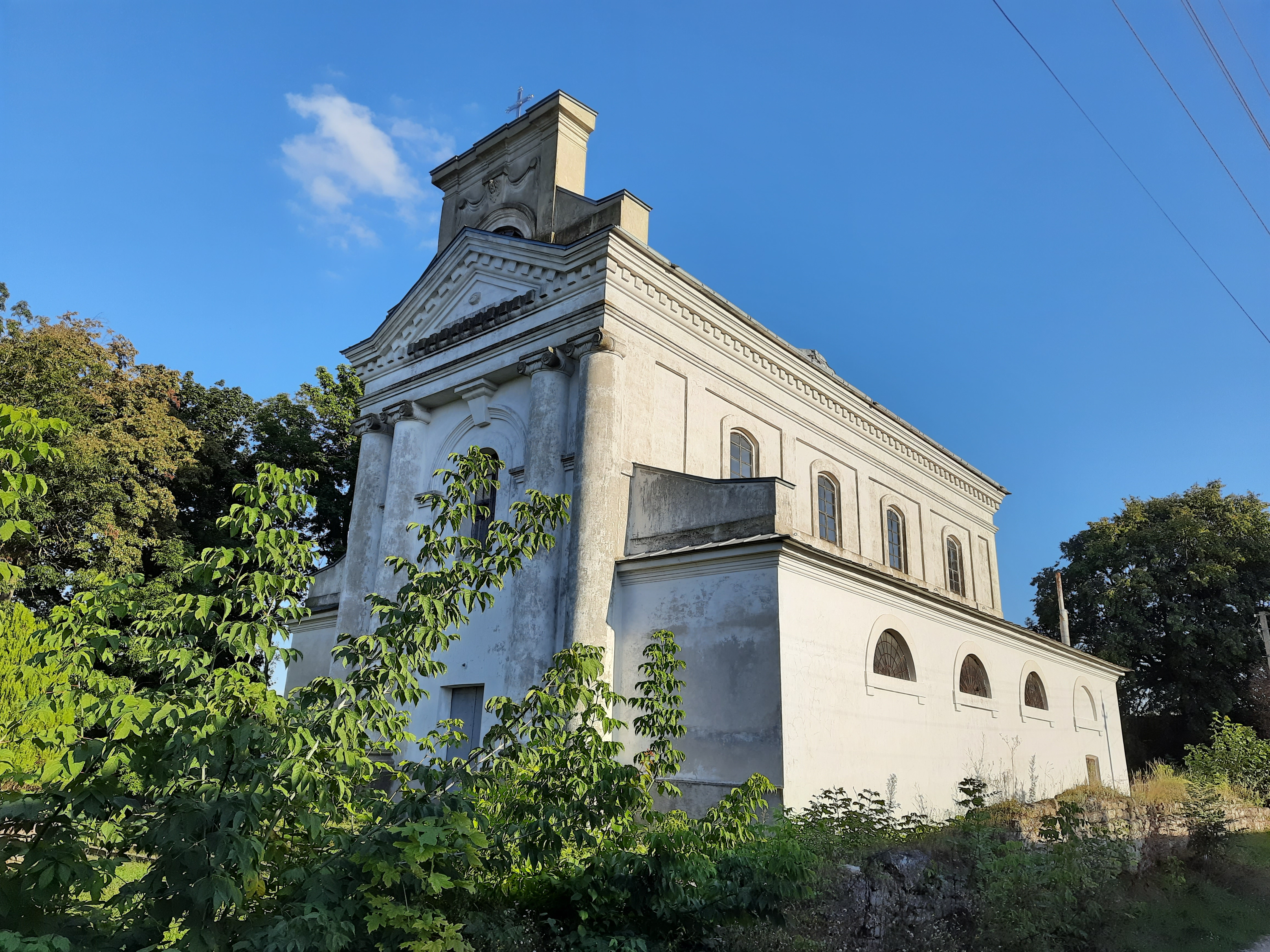
Костел Святого Яна Непомука

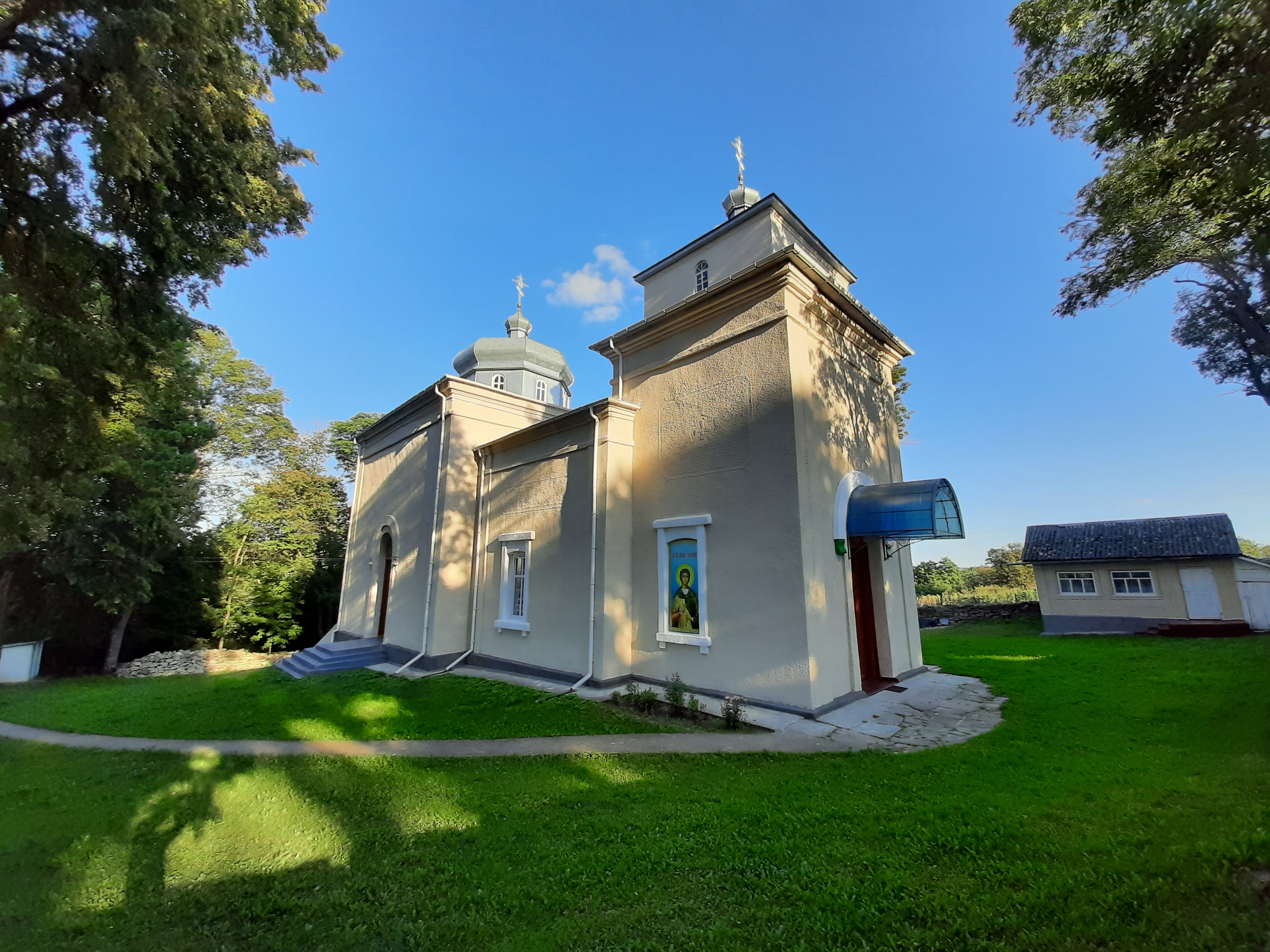
Дмитрівська церква

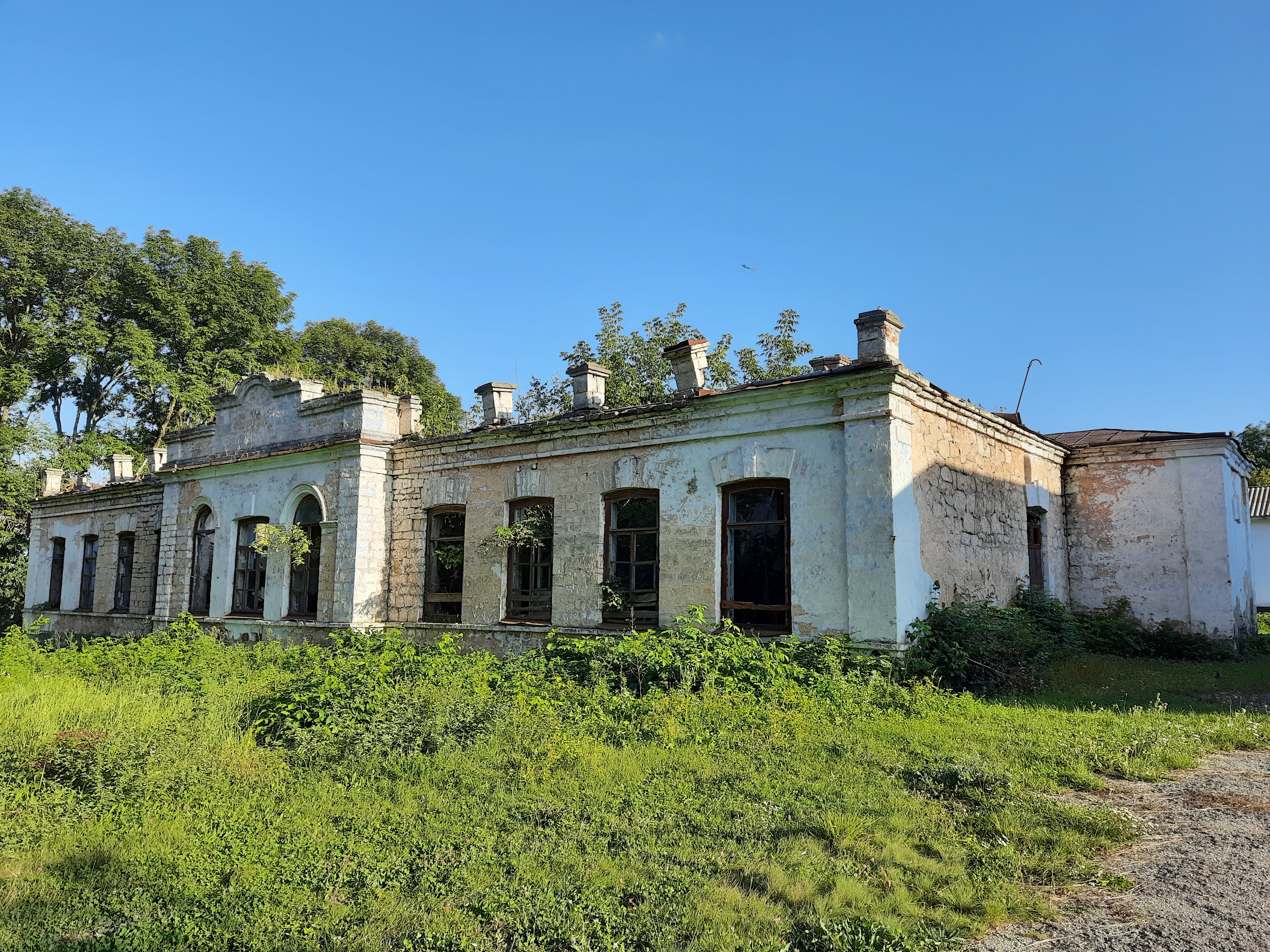
Волосне правління

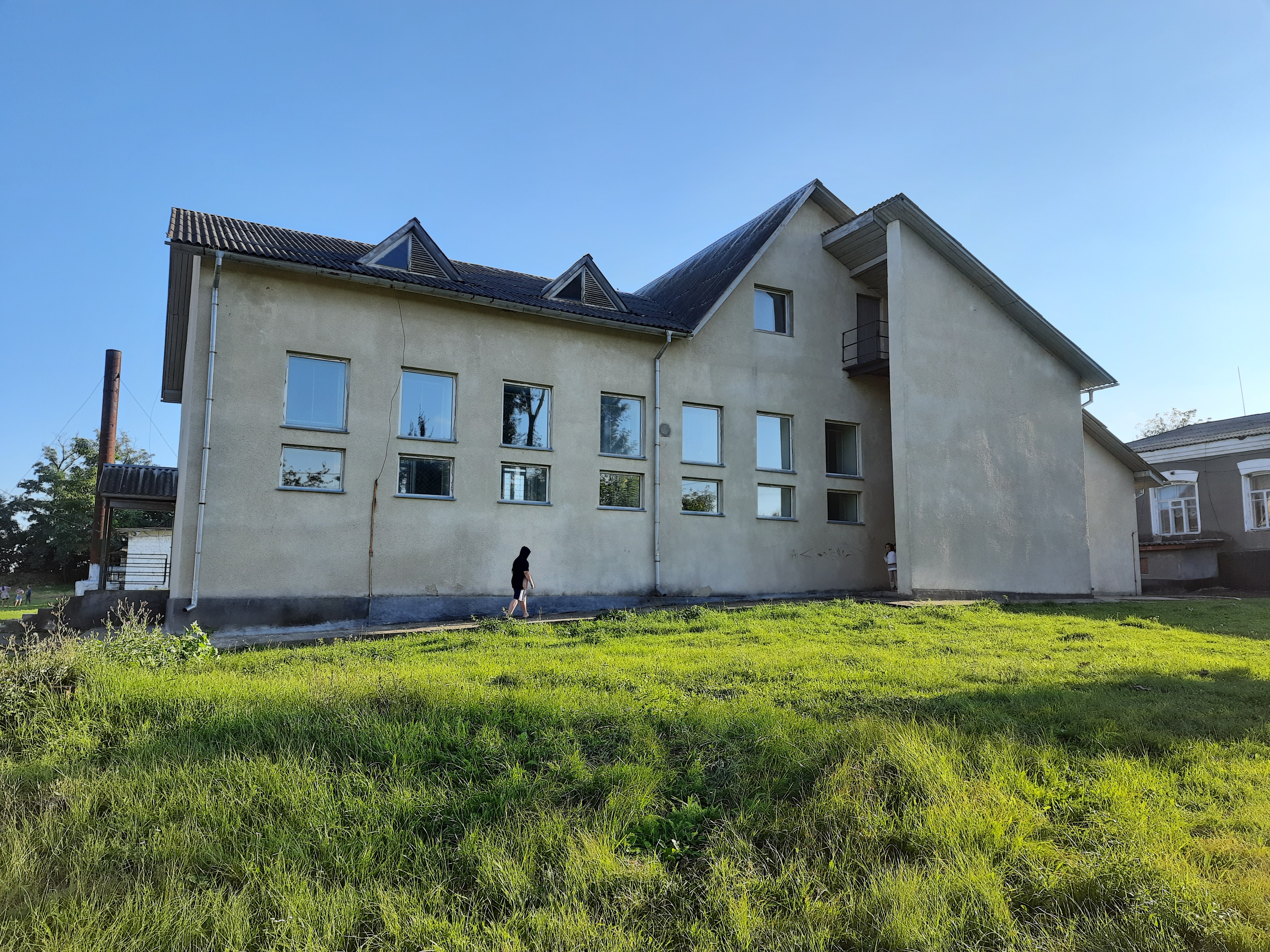
Школа

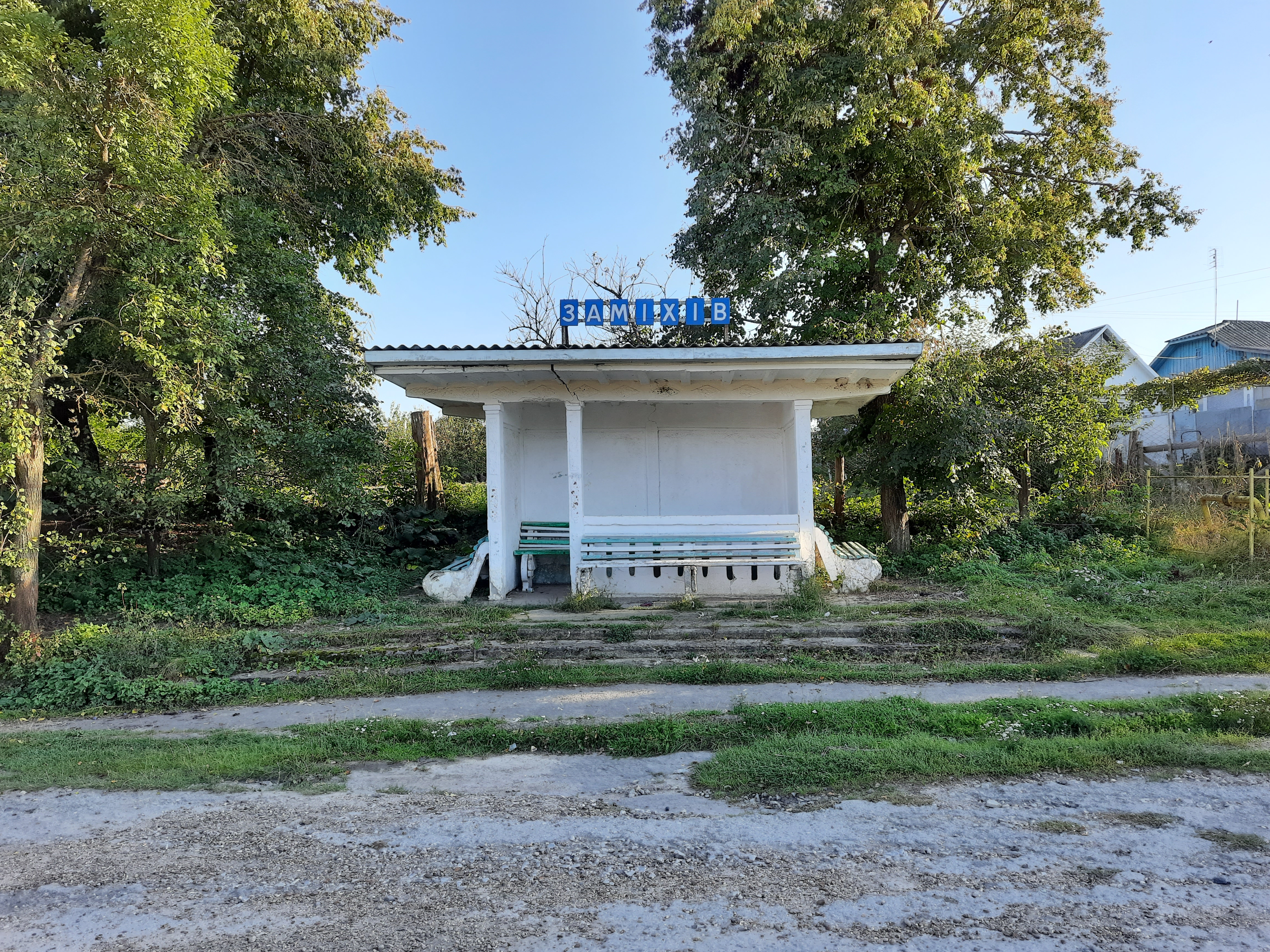
Автобусна зупинка

За́міхів — село в Україні, у Новоушицькій селищній територіальній громаді Кам'янець-Подільського району Хмельницької області.

## Географія
Село розміщене біля східного кордону Хмельницької області з Вінницькою. На півночі межує з селом Жабинці та з селом з Щербівці на півдні.
Серед покладів корисних копалин виявлено родовище жовто-сірої глини, яка є сировиною для цегляно-черепичного виробництва та виготовлення облицювальної плитки. Родовище займає територію в 24 гектари, поклади глини — 241 тис. м³, суглинку — 161 тис. м³, 4 гектари особливо цінної глини, яку використовують для виготовлення гончарних виробів.

## Символіка

### Герб
Щит поділений горизонтально на дві частини. У верхній частині зображена восьмипроменева зірка – символ Богородиці, а два її кольори – це дві
релігійні громади села. По обидва боки від неї розташовано церква та костел, які є архітектурні пам'ятки культури. В нижній частині щита зображено три глечика, що символізує вид діяльності мешканців.

### Прапор
Прямокутне полотнище, яке складається з двох площин. Верхня половина прапора блакитного кольору, на якому зображено  восьмипроменева зірка – символ Богородиці. А нижня – жовтого кольору із зображенням трьох глечиків, що символізує основний вид діяльності мешканців.

## Історія
Поселення розвинутого етапу трипільської культури ІІІ тис. до н.е. відкрито експедицією Кам’янець-Подільського педінституту в 1974 р. на сільських городах поблизу школи. Воно розташоване на підвищенні розмірами 10040 м, розорюється. Культурний шар пошкоджений, на поверхні зустрічаються уламки глиняного посуду, кістки тварин. 
Згідно з історичними документами найвірогідніше поселення з назвою Заміхів виникло в XVI столітті, так як до цього часу в історичних документах воно не згадувалось, але фрагменти предметів трипільської культури, які знаходять тут, говорять про раннє заселення території. Можливо свою назву село отримало від прізвища польської родини Замеховських, які володіли землями на Поділлі в XV—XVI столітті. Інше походження назви Заміхів — територія, куди зі всіх усюд приходили покупці купувати шкіряні «міхи» для млинів, які тут майстрували на місцевому шкіряному заводі і продавали на тутешніх торгах, базарах і ярмарках.
У першій половині XVII ст. Заміхів вже існував і був позначений на карті де Боплана. В 1661 році Заміхів належав Кристині Заміхівській з Потоцьких, яка підписувалась «із Потоку», була донькою кальвініста Анджея Потоцького.
Поселення зазнає частих руйнувань, які були зумовлені численними військовими конфліктами, які мали місце на Правобережжі у другій половині XVII ст. Але в 1734 р. воно було пограбоване повсталими селянами. Під час повстання було вбито багато євреїв. З кінця XVIII ст. містечко Заміхів відноситься до Ушицького повіту Подільської губернії. У цей час воно належить Гумецьким, пізніше Стажинським і Богушам, (один із пагорбів місцеві жителі називають «Богушевим горбом»), а згодом — нащадкам останніх — Собанським, Даровським і Морачевським. На початку XIX ст. Заміхів був уже значним торговельно-ремісничим центром (проживало 15 цехових ремісників). Усередині XIX ст. він згадується у документах «как весьма замечательный» в плані розвитку торгівлі. В цей час в Заміхові проходило 15 ярмарок в рік, на які завозилось товарів на 74 тис. 450 карбованців, а продаються — на 51 тисячу карбованців. В основному торгівля у Заміхові була зосереджена у руках місцевих євреїв. У 60-х роках XIX ст. зросла кількість ремісників — до 25, існувало 30 лавок, 2 водяних млини, шкіряний завод.
У архівних документах згадується, що на 1891 р. тут існувала синагога і молитовна школа. З початком XX ст. зростає чисельність населення містечка. Так на 1905 рік тут нараховувалося 399 дворів та 2392 жителі. У економічному житті Заміхова відбулися деякі зміни. Більш організовано почали скликатися торги, кожного вівторка через два тижні. Новим, що з'явилося у містечку від 1893 року, — міщанське управління, а також поштова станція. Належало містечко у цей час М. І. Морачинській.
Події Першої світової війни та 1917—1920 рр. негативно вплинули на розвиток містечка. Тут діяв загін самооборони, до складу якого, за свідченнями В. Горохольского, входили вояки петлюрівської армії. Ополченці підтримували зв'язки з армією Директорії, отримуючи від Петлюри зброю, боєприпаси, а також необхідну інформацію. Про національно-патріотичну спрямованість жителів говорить і повідомлення С. Ступніцького, що з весни 1920 р. тут хотіли відкрити «Просвіту», але цьому завадив прихід більшовиків.
5-13 жовтня 1920 р., у ході спільного українсько-польського протибільшовицького наступу тривали важкі бої за місто між силами Третьої Залізної дивізії Армії УНР та частинами Червоної армії. Командуючий дивізією, генерал-хорунжий Олександр Удовиченко згодом напише про ці події: «13 жовтня. Вже восьмий день як дивізія б'ється в районі на схід від Нової Ушиці. Вже до 2000 червоноармійців поклали своє життя на полях Заміхова. Нехай той, хто досліджуватиме ці бої, загляне до Заміхова і на власні очі переконається в тому; нехай відвідає і заміхівський і новоушицький цвинтарі, де знайде пару сот могил „невідомих українських вояків“. Тепер, розглядаючи архівні матеріяли, що стосуються до цих боїв, доводиться констатувати деякі хиби наших штабових апаратів. В бойових звітах рідко коли знайдеш прізвище убитого, чи померлого від ран. Рідко який штаб подавав відомости про втрати своїх частин, а через новоушицький шпиталь перейшли сотні поранених. Нам здається, що в архівах цього шпиталю, як рівнож і шпиталів заміхівського, дунаєвецького та кам'янецького можна було би знайти імена багатьох українських вояків, що по лицарські вмерли за Україну».
У 1922 році з місцевих комуністів було створено партосередок КПУ і кредитно-кооперативне товариство «Господар». 
З початком Німецько-радянської війни Заміхів був окупований німецькими військами. Період окупації тривав з 13 серпня 1941 року до 27 березня 1944 року. За цей час було забрано на примусові роботи до Німеччини 130 чоловік, 20 липня 1942 року було вигнано, а згодом розстріляно 245 євреїв. Уже в перші місяці окупації у селі діяла підпільна патріотична група, яку очолював П. В. Корчовий. З наближенням захоплення краю Червоною Армією підпільники влилися до партизанського з'єднання ім. Щорса. 27 березня 1944 року війська 38 Армії генерал-полковника Москаленка К. С., що входила до Першого Українського фронту, захопив село Заміхів.
З 1991 року село в складі незалежної України.
До адміністративної реформи 19 липня 2020 року село належало до Новоушицького району.

## Населення
Населення села становить 669 осіб станом на 2001 рік та налічувало 442 двори.

### Мова
Розподіл населення за рідною мовою за даними перепису 2001 року:
| Мова       | Відсоток |
| ---------- | -------- |
| українська | 98,28%   |
| російська  | 1,59%    |
| румунська  | 0,13%    |

## Інфраструктура
На території села діють загальноосвітня школа, дитячий садок «Ластівка». Село є центром місцевого самоврядування, тут є амбулаторія, клуб, магазини, відділення зв'язку. Майже усі сільськогосподарські підприємства Заміхова (ТОВ Промінь-Поділля, Зоря, Агросад-Поділля, Золоті ворота) орієнтуються на вирощування рослин.

## Визначні пам'ятки архітектури
- Дмитрівська церква (мур.), діюча. Будівництво було розпочато у 1851 році поміщиком с. Говори і м. Заміхів Ксаверієм Стадніцьким. Коли будівля ще не була закінчена, кам'яний купол на церкві завалився, після чого будівництво тимчасово припинилося. І лише у 1862 році було завершене на кошти прихожан.

- Костел Св. Яна Непомука (мур.), 1808—1820 рр.; охоронний номер та номер у комплексі: 1696/0

Історія будівництва: Дерев'яний костел св. Яна Непомука збудовано у 1749 р. Новий кам'яний костел збудовано на його місці у 1808 р.. Парафія діяла в 1850 р.
Архітектурні особливості: Кам'яно-цегляний, прямокутний в плані, базилікальний, тринавний.  З північного боку — приміщення з цікавими дерев'яними гвинтовими сходами, що ведуть на хори. Під підлогою східної нави — склеп. Головний фасад прикрашений спареними іонічними півколонами, що фланкують вхід та завершується трикутним фронтоном і атикою з ліпниною. У 1844—1850 рр. був увінчаний кам'яною скульптурою. Бічні фасади пам'ятника розчленовані лопатками. Стіни усередині поштукатурені, прикрашені пілястрами тосканського ордеру і карнизами. Підлога з кам'яних шліфованих плит, у вівтарній частині — цегляне покриття. Дах двосхилий, крівля — залізна.
- Волосне правління (мур.), нині середня школа; Земська лікарня, 1903 р.

## Постаті
Випускником Заміхівської школи є Магльона Володимир Петрович (1990—2015) — солдат ЗСУ, учасник російсько-української війни.
У Заміхові народився Павлішен Юрій Іванович (1956) — хірург, ортопедо-травматолог, Заслужений лікар України.
- молодший сержант  ЗСУ Колубай Сергій Миколайович (1994-2016)[10].
- Вацлав Гржибовский, польск. Wacław Grzybowski (1887—1959) — польский политик и философ.
- Магльона Ігор Сергійович (1989) учитель фізичної культури Заміхівської ЗОШ І-ІІІ ст. У 2018 році став найкращим вчителем фізкультури в Україні .